# 하동군의 국회의원

## 하동군의 역대 국회의원 일람
| 대수         | 이름           | 소속정당     | 임기                               | 선거구역                               | 개표결과 |
| ------------ | -------------- | ------------ | ---------------------------------- | -------------------------------------- | -------- |
| 제1대        | 강달수(姜達秀) | 부산15구락부 | 1948년 5월 31일 - 1950년 5월 30일  | 하동군 일원(제26선거구)                | 보기     |
| 제2대        | 이상경(李相慶) | 국민회       | 1950년 5월 31일 - 1954년 5월 30일  | 하동군 일원(제27선거구)                |          |
| 제3대        | 강봉옥(姜奉玉) | 자유당       | 1954년 5월 31일 - 1958년 5월 30일  | 하동군 일원(제27선거구)                |          |
| 제4대        | 손영수(孫永壽) | 자유당       | 1958년 5월 31일 - 1960년 7월 28일  | 하동군 일원(제35선거구)                |          |
| 제5대 민의원 | 윤종수(尹鍾壽) | 무소속       | 1960년 7월 29일 - 1961년 5월 16일  | 하동군 일원(제35선거구)                |          |
| 제6대        | 김용순(金容珣) | 민주공화당   | 1963년 12월 17일 - 1967년 6월 30일 | 삼천포시·사천군·하동군 일원(제6선거구) |          |
| 제7대        | 김용순(金容珣) | 민주공화당   | 1967년 7월 1일 - 1971년 6월 30일   | 삼천포시·사천군·하동군 일원(제6선거구) |          |
| 제8대        | 엄기표(嚴基杓) | 민주공화당   | 1971년 7월 1일 - 1972년 10월 17일  | 하동군 일원(제8선거구)                 |          |
| 제9대        | 신동관(申東寬) | 민주공화당   | 1973년 3월 12일 - 1979년 3월 11일  | 남해군·하동군 일원(제8선거구)          |          |
| 제9대        | 문부식(文富植) | 신민당       | 1973년 3월 12일 - 1979년 3월 11일  | 남해군·하동군 일원(제8선거구)          |          |
| 제10대       | 신동관(申東寬) | 민주공화당   | 1979년 3월 12일 - 1980년 10월 27일 | 남해군·하동군 일원(제8선거구)          |          |
| 제10대       | 최치환(崔致煥) | 무소속       | 1979년 3월 12일 - 1980년 10월 27일 | 남해군·하동군 일원(제8선거구)          |          |
| 제11대       | 박익주(朴翊柱) | 민주정의당   | 1981년 4월 11일 - 1985년 4월 10일  | 남해군·하동군 일원(제9선거구)          |          |
| 제11대       | 이수종(李洙鍾) | 무소속       | 1981년 4월 11일 - 1985년 4월 10일  | 남해군·하동군 일원(제9선거구)          |          |
| 제12대       | 박익주(朴翊柱) | 민주정의당   | 1985년 4월 11일 - 1988년 5월 29일  | 남해군·하동군 일원(제9선거구)          |          |
| 제12대       | 최치환(崔致煥) | 한국국민당   | 1985년 4월 11일 - 1987년 5월 27일  | 남해군·하동군 일원(제9선거구)          |          |
| 제13대       | 박희태(朴熺太) | 민주정의당   | 1988년 5월 30일 - 1992년 5월 29일  | 남해군·하동군 일원                     |          |
| 제14대       | 박희태(朴熺太) | 민주자유당   | 1992년 5월 30일 - 1996년 5월 29일  | 남해군·하동군 일원                     |          |
| 제15대       | 박희태(朴熺太) | 신한국당     | 1996년 5월 30일 - 2000년 5월 29일  | 남해군·하동군 일원                     |          |
| 제16대       | 박희태(朴熺太) | 한나라당     | 2000년 5월 30일 - 2004년 5월 29일  | 남해군·하동군 일원                     |          |
| 제17대       | 박희태(朴熺太) | 한나라당     | 2004년 5월 30일 - 2008년 5월 29일  | 남해군·하동군 일원                     |          |
| 제18대       | 여상규(余尙奎) | 한나라당     | 2008년 5월 30일 - 2012년 5월 29일  | 남해군·하동군 일원                     |          |
| 제19대       | 여상규(余尙奎) | 새누리당     | 2012년 5월 30일 - 2016년 5월 29일  | 사천시·남해군·하동군 일원              |          |
| 제20대       | 여상규(余尙奎) | 새누리당     | 2016년 5월 30일 - 2020년 5월 29일  | 사천시·남해군·하동군 일원              |          |
| 제21대       | 하영제(河榮帝) | 미래통합당   | 2020년 5월 30일 ~ 2024년 5월 29일  | 사천시·남해군·하동군 일원              |          |
| 제22대       | 서천호(徐千浩) | 국민의힘     | 2024년 5월 30일 ~                  | 사천시·남해군·하동군 일원              |          |

## 같이 보기
- 남해군의 국회의원
- 사천시의 국회의원
- 남해군·하동군
- 사천시·남해군·하동군